# Andrij Kulakov
Andrij Andrijovyč Kulakov (in ucraino Андрій Андрійович Кулаков?; 28 aprile 1999) è un calciatore ucraino, centrocampista dell'Oleksandrija.

## Caratteristiche tecniche
È un centrocampista offensivo.

## Carriera

### Club
Cresciuto nel settore giovanile dello Šachtar, nel 2019 viene ceduto in prestito al Mariupol'; debutta fra i professionisti il 22 febbraio 2020 giocando il match di Prem"jer-liha perso 2-1 contro lo Zorja.

### Nazionale
Ha giocato nelle nazionali giovanili ucraine Under-17, Under-18, Under-19 ed Under-20.

## Statistiche
Statistiche aggiornate al 14 febbraio 2021.

### Presenze e reti nei club
| Stagione        | Squadra         | Campionato      | Campionato | Campionato | Coppe nazionali | Coppe nazionali | Coppe nazionali | Coppe continentali | Coppe continentali | Coppe continentali | Altre coppe | Altre coppe | Altre coppe | Totale | Totale | Totale |
| Stagione        | Squadra         | Comp            | Pres       | Reti       | Comp            | Pres            | Reti            | Comp               | Pres               | Reti               | Comp        | Pres        | Reti        | Pres   | Reti   |        |
| --------------- | --------------- | --------------- | ---------- | ---------- | --------------- | --------------- | --------------- | ------------------ | ------------------ | ------------------ | ----------- | ----------- | ----------- | ------ | ------ | ------ |
| 2019-2020       | Mariupol'       | PL              | 13         | 0          | CU              | 2               | 1               |                    | -                  | -                  |             | -           | -           | 15     | 1      |        |
| 2020-2021       | Mariupol'       | PL              | 12         | 1          | CU              | 1               | 0               |                    | -                  | -                  |             | -           | -           | 13     | 1      |        |
| Totale carriera | Totale carriera | Totale carriera | 25         | 1          |                 | 3               | 1               |                    | -                  | -                  |             | -           | -           | 28     | 2      |        |